# Hortus Cantabrigiensis
Hortus Cantabrigiensis (abreviado Hort. Cantabrig.) es un libro con ilustraciones y descripciones botánicas que fue escrito por el botánico Inglese James Donn (1758-1813) y publicado en el año 1796 con el nombre de Hortus Cantabrigiensis; or, A Catalogue of Plants, Indigenous and Foreign, Cultivated in the Walkerian Botanic Garden, Cambridge. Se realizaron 12 reedicciones en los años 1800-1845.